# نايلة نويرة القنجي
نايلة نويرة القنجي (18 سبتمبر 1959 - ) سياسية تونسية، تشغل منصب وزير الصناعة والمناجم والطاقة في حكومة نجلاء بودن منذ 2021.

## السيرة الذاتية
حاصلة على دبلوم معهد الدفاع الوطني فوج 23، وخريجة المرحلة العليا للمدرسة الوطنية للإدارة دفعة 1985، ومستشار للمصالح العمومية.
شغلت خطة رئيسة مديرة عامة للقطب التنموي المنستير والفجة منذ 2006 وحتى تعيينها وزيرة في 11 أكتوبر 2021، على دبلوم معهد الدفاع الوطني فوج 23.
عملت في إدارة التعاون بوزارة الاقتصاد الوطني مسؤؤلة على التعاون الثنائي ثم التعاون المتعدد الأطراف حيث كانت عضو قار ممثل للوزارة في المفاوضات مع الاتحاد الأوروبي ومنظمة التجارة العالمية، وكلفت عام 1995 مديرة للتعاون الدولي بديوان وزير وزارة الصناعة قبل أن تعين مديرة عامة للاستراتيجيات الصناعية بالوزارة نفسها من عام 2003 وحتى عام 2006.